# 蒸ノ湯温泉

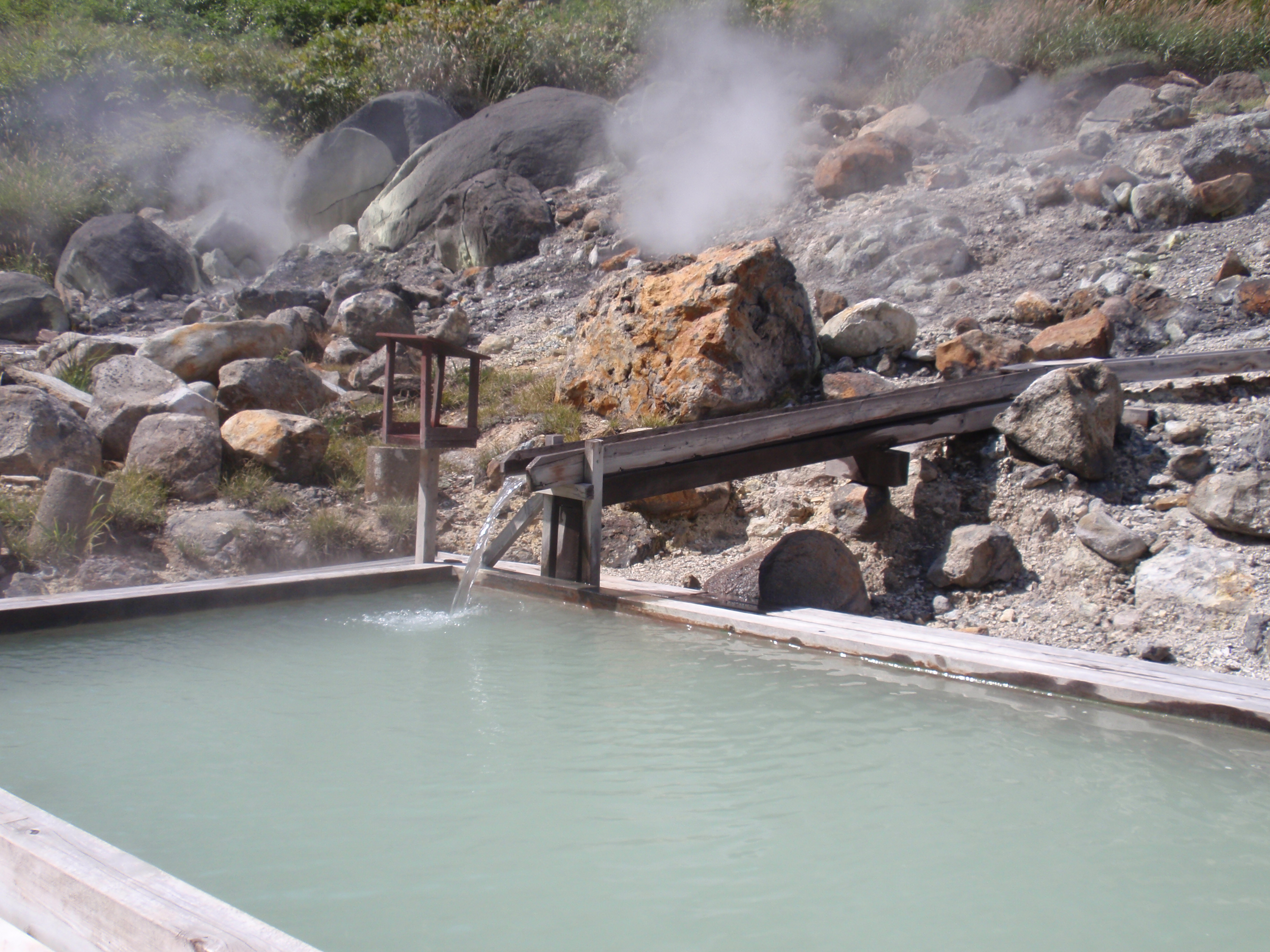
露天風呂

蒸ノ湯温泉（ふけのゆおんせん）は、秋田県鹿角市八幡平（旧国陸奥国、明治以降は陸中国）にある温泉。

## 泉質
源泉は3つある。
- 酸性泉
- 単純温泉[3]
  - 加水・源泉掛け流し。湯色は透明だが源泉によっては湯の花によって白濁する。

## 温泉地
八幡平の山腹、アスピーテラインから奥に入った標高1,100mの高所に一軒宿の「ふけの湯温泉」が存在する。子宝の湯であることから、館内の「ふけの湯神社」には金勢様が祀られている。旅館の建物に付随して、男女別の内湯・露天風呂がある。旅館から数百m離れた窪地に5つの混浴・女性専用の露天風呂と地熱を利用したオンドル浴小屋がある。露天風呂の照明にはランプが使われる。日帰り入浴可能。

## 歴史
宝永年間の開湯と言われる。
本館から沢を挟んで現在露天風呂・オンドル小屋がある側が、かつての本館・湯治棟だったが、1973年（昭和48年）の地滑り災害で全壊した。全壊した建物は復旧を断念し、離れとして存在していた旅館部のみを現本館として営業している。
1959年（昭和34年）9月3日、蒸ノ湯温泉を含む八幡平温泉郷を国民保養温泉地に指定。

## アクセス

### 車
- 八幡平アスピーテライン沿い大深温泉バス停付近から案内に従い側道の坂を下り宿に至る。遠方からの場合、東側からであれば東北自動車道松尾八幡平ICもしくは国道282号、西側からであれば国道341号経由でアスピーテラインに入る。ただし冬期は東（八幡平）側および国道341号の田沢湖方面からのアクセスは不可。

### 鉄道
- 近くに鉄道路線はないため、花輪線鹿角花輪駅か八幡平駅、または秋田新幹線（田沢湖線）田沢湖駅にてバスに乗り継ぐ（下記参照）。

### バス
以下は2018年4月 - 11月の情報。蒸ノ湯温泉バス停までは毎日運行されていないため注意が必要。
- 花輪営業所 - 鹿角花輪駅前 - 八幡平駅前 - アスピーテライン入口（下車地） - 玉川温泉 - 田沢湖畔 - 田沢湖駅
  - 全便秋北バスによる運行。花輪営業所発着1日2往復。
  - 所要時間（いずれもアスピーテライン入口まで）：鹿角花輪駅から約50分、八幡平駅から約30分。田沢湖駅から約1時間40分、田沢湖畔から約1時間30分。
    - 直行バスがない日に限り、宿泊者のみ、アスピーテライン入口バス停への無料送迎あり（要予約）

- 田沢湖駅 - 田沢湖畔 - 玉川温泉 - アスピーテライン入口 - 蒸ノ湯温泉
  - 羽後交通2往復、全便八幡平頂上バス停発着。但し土日祝、および4月21日-5月6日、8月11日-8月16日、9月15日-10月21日のみ運行。
  - 所要時間：田沢湖駅から約2時間、田沢湖畔から約1時間50分、玉川温泉から約40分。

- 蒸ノ湯温泉 - 八幡平頂上バス停行き
- 蒸ノ湯温泉 - 十和田湖行き
  - 十和田タクシーによる運行、4月28日-10月21日の間土日祝のみ運行。但し乗車前日17時までの完全予約制のため、予約がなければ運行なし。

- 上記の他、盛岡駅から八幡平頂上行きのバス（直行1往復、乗継2往復）に乗車、八幡平頂上で上記両路線に乗り継ぐ方法もあるが、盛岡駅 - 八幡平頂上で2時間20分程度掛かるうえ、八幡平頂上での乗り継ぎもよいとは言えない。

## 周辺
- 八幡平温泉郷
  - 玉川温泉
  - 後生掛温泉
  - 大深温泉
  - 大沼温泉
  - 藤七温泉